# Рокіцини-Підгалянські
Рокіцини-Підгалянські (пол. Rokiciny Podhalańskie) — село в Польщі, у гміні Раба-Вижна Новотарзького повіту Малопольського воєводства.
Населення — 1578 осіб (2011).
У 1975-1998 роках село належало до Новосондецького воєводства.

## Демографія
Демографічна структура станом на 31 березня 2011 року:
|          | Загалом | Допрацездатний вік | Працездатний вік | Постпрацездатний вік |
| -------- | ------- | ------------------ | ---------------- | -------------------- |
| Чоловіки | 797     | 183                | 554              | 60                   |
| Жінки    | 781     | 189                | 470              | 122                  |
| Разом    | 1578    | 372                | 1024             | 182                  |